# Коноваловка (Жетысуская область)
Коноваловка (каз. Коноваловка) — село в Кербулакском районе Жетысуской области Казахстана. Входит в состав Когалинского сельского округа. Код КАТО — 194649200.

## Население
В 1999 году население села составляло 188 человек (93 мужчины и 95 женщин). По данным переписи 2009 года, в селе проживал 141 человек (65 мужчин и 76 женщин).